# Mercury Topaz
Mercury Topaz – samochód osobowy klasy średniej produkowany pod amerykańską marką Mercury w latach 1983–1994. 

## Pierwsza generacja

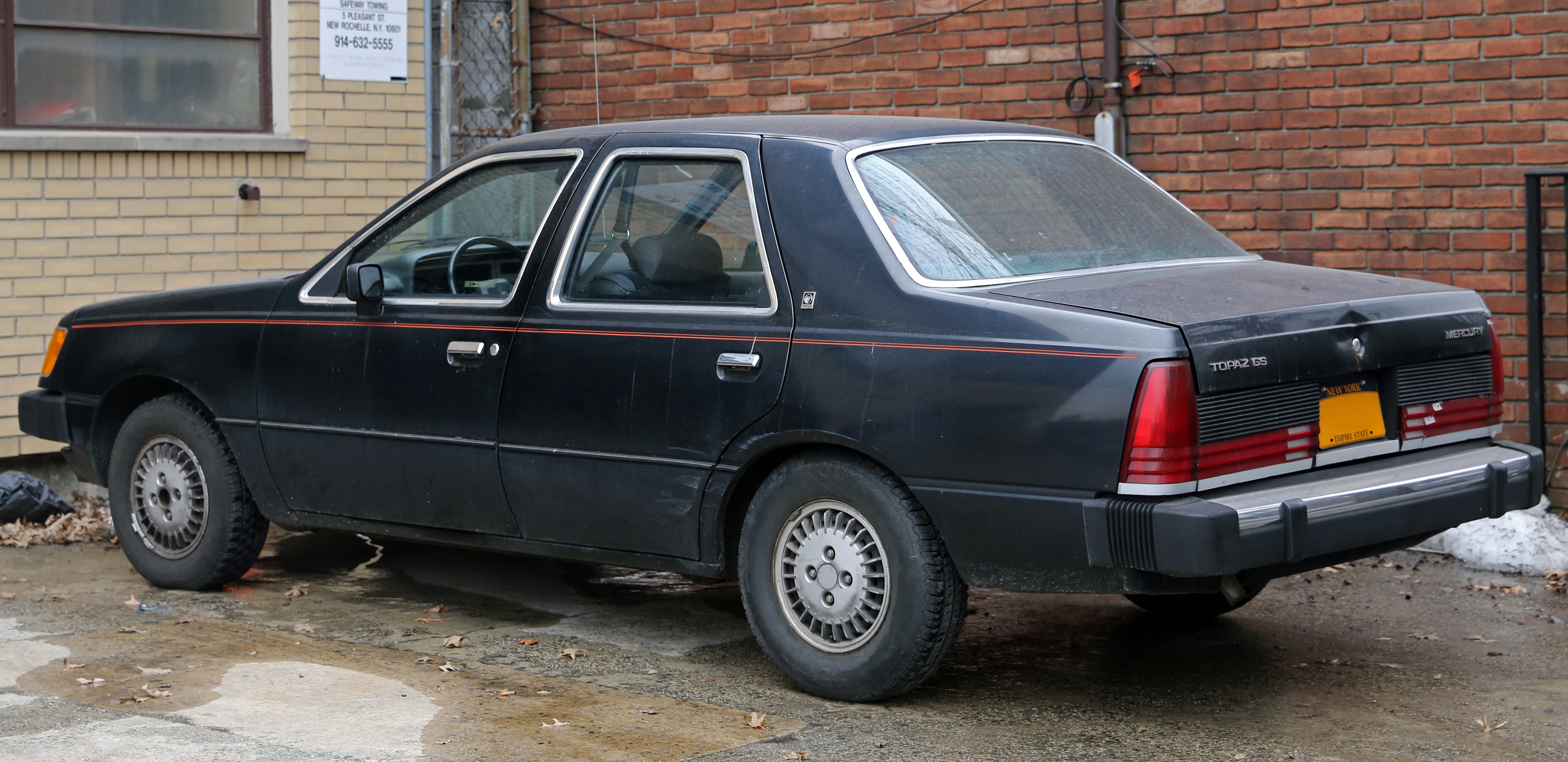
Mercury Topaz I - tył

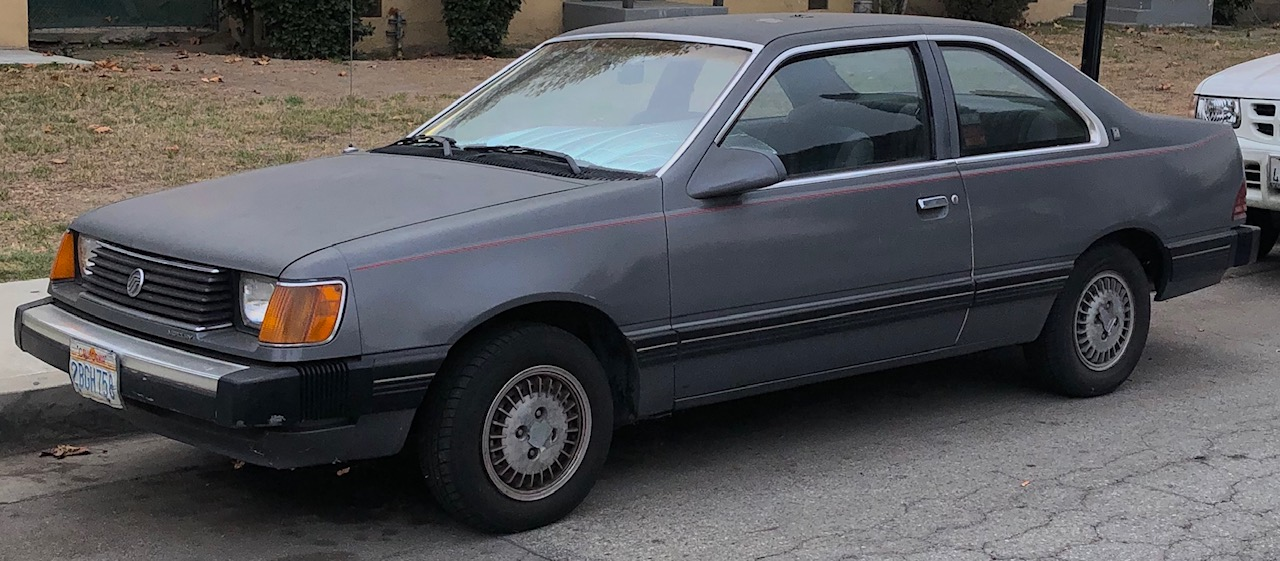
Mercury Topaz I Coupe

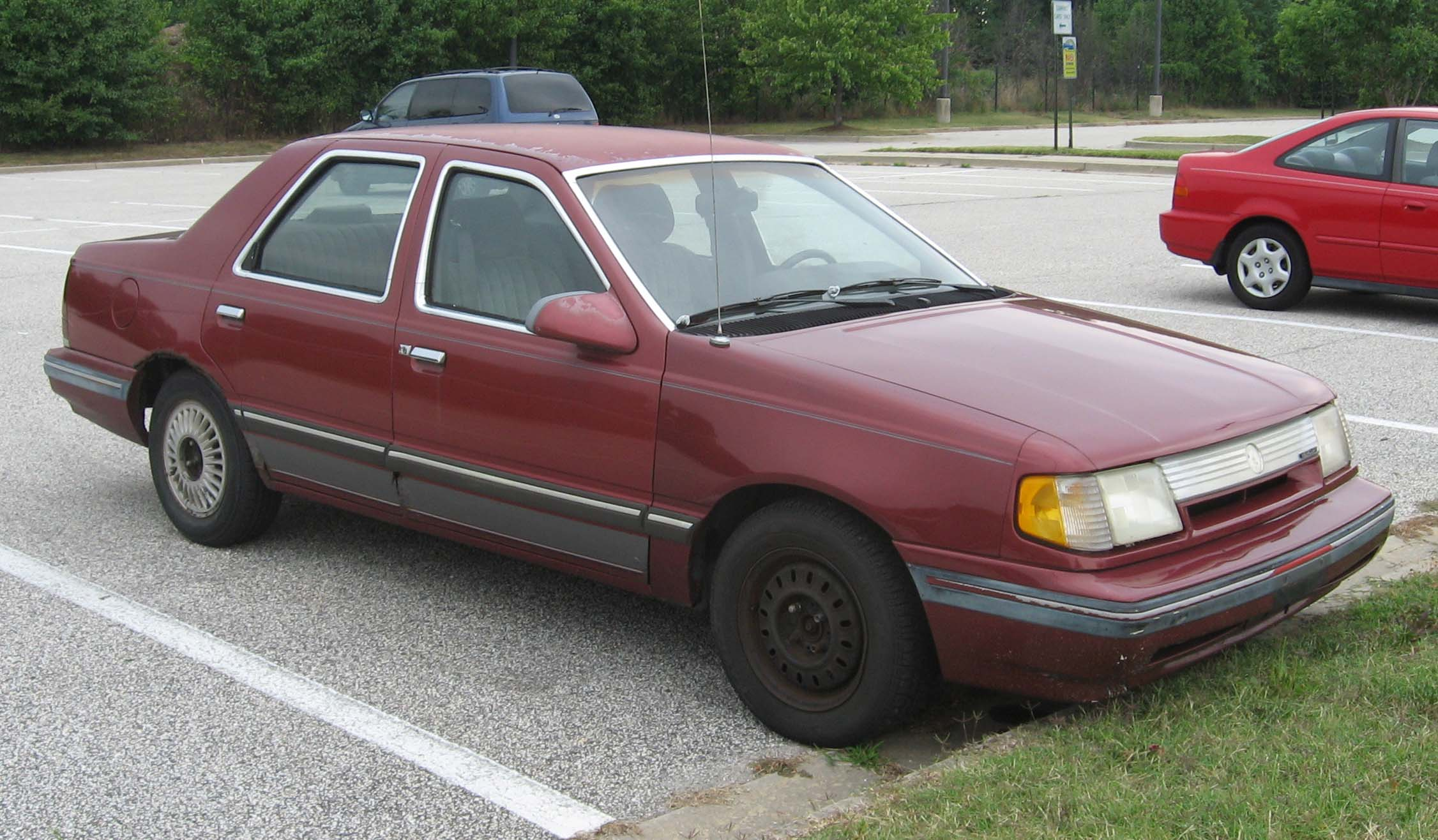
Mercury Topaz I po liftingu

Mercury Topaz I został zaprezentowany po raz pierwszy w 1983 roku.
W 1983 roku Ford przedstawił nowy model klasy średniej o nazwie Tempo, który otrzymał także bliźniaczą wersję marki Mercury. Topaz zastąpił w dotychczasowym portfolio producenta linię modelową Zephyr, wyróżniając się bardziej zwartymi i zaokrąglonymi kształtami nadwozia. 
Oferta nadwoziowa Mercury Topaz składała się tym razem z 4-drzwiowego sedana oraz 2-drzwiowego coupé, które zyskało bardziej pochyłą linię dachu i niższe nadwozie.

### Lifting
W 1986 roku Mercury Topaz I przeszedł obszerną modernizację nadwozia, w ramach której zmienił się wygląd pasa przedniego. Pojawiły się bardziej kanciaste reflektory, a także inny wygląd atrapy chłodnicy. Zmodyfikowano też zderzaki i wyposażenie.

### Silniki
- L4 2.0l Mazda
- L4 2.3l HSC
- L4 2.3l HSO

### Dane techniczne
- R4 2,3 l (2307 cm³), 2 zawory na cylinder, OHV
- Układ zasilania: b/d
- Średnica cylindra × skok tłoka: 93,50 mm × 84,00 mm
- Stopień sprężania: 9,0:1
- Moc maksymalna: 97 KM (71 kW) przy 4400 obr./min
- Maksymalny moment obrotowy: 174 Nm przy 2400 obr./min

## Druga generacja

Mercury Topaz II - tył

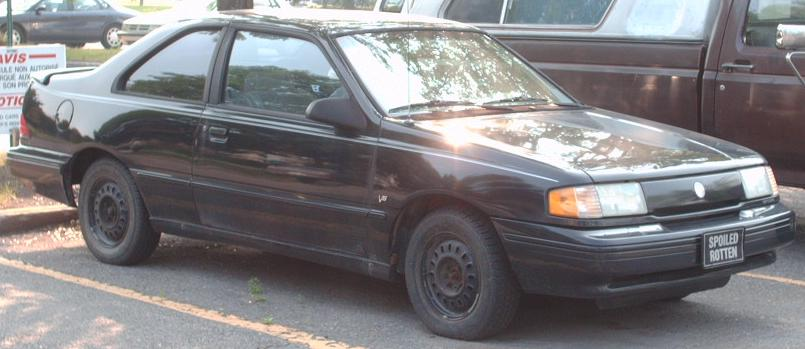
Mercury Topaz II Coupe

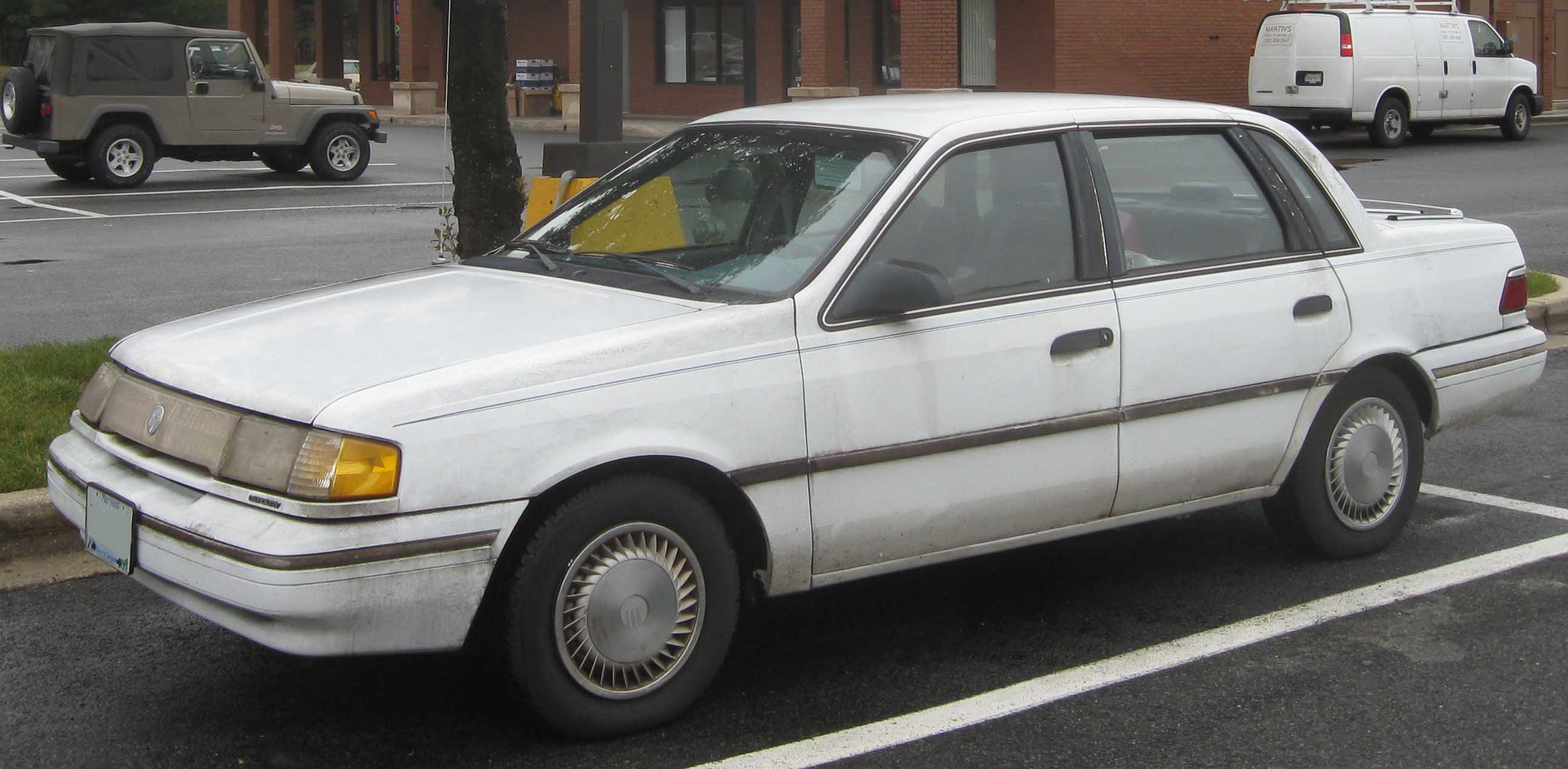
Mercury Topaz II po liftingu

Mercury Topaz II został zaprezentowany po raz pierwszy w 1987 roku.
Druga generacja Mercury Topaz została zadebiutowała wraz z nową odsłoną bliźniaczego Forda Tempo. Po raz kolejny pojazd dostępny jako 4-drzwiowy sedan oraz 2-drzwiowe coupé. Wzorem Tempo, samochód zyskał bardziej kanciaste proporcje nadwozia z podłużnym tyłem nawiązującym do większego modelu Sable, z tyłem zdobionym przez podłużny, wąski świetlisty pasek.

### Lifting
Podobnie jak bliźniaczy Ford Tempo, w 1992 roku druga generacja Mercury Topaz przeszła obszerną modernizację pasa przedniego. Pojawiły się nowe zderzaki oraz charakterystyczny przezroczysty panel w miejscu atrapy chłodnicy, nawiązujący do większego modelu Sable.

### Silniki
- L4 2.3l HSC
- L4 2.3l HSO
- V6 3.0l Vulcan

### Dane techniczne
- V6 2,9 l (2931 cm³), 2 zawory na cylinder, OHV
- Układ zasilania: b/d
- Średnica cylindra × skok tłoka: 88,90 mm × 78,70 mm
- Stopień sprężania: b/d
- Moc maksymalna: 132 KM (97 kW)
- Maksymalny moment obrotowy: b/d